# NGC 4529
NGC 4529 (другие обозначения — UGC 7697, MCG 3-32-64, ZWG 99.85, KUG 1230+204, PGC 41639) — спиральная галактика (Sc) в созвездии Волосы Вероники.
Этот объект входит в число перечисленных в оригинальной редакции «Нового общего каталога».